# De hoy en adelante
De hoy en adelante es el décimo álbum de estudio del cantante argentino Luciano Pereyra.
El álbum se caracteriza por el estilo clásico romántico de Luciano, donde nuevamente presenta una variedad de ritmos entre reguetón, pop, cumbia argentina y folklore argentino, con elementos suaves de balada. El 12 de agosto de 2022, se presentó el álbum después de su sencillo «Que no se le olvide» el cual cuenta con la participación del cantante venezolano Nacho.
De este álbum, se desprenden algunas canciones como: «Te estás enamorando de mí», «Quédate» y «Una mujer como tú» entre otros. En este álbum, están incluidas las participaciones de Alejandro Fernández, Greeicy, Los Ángeles Azules, Denise Rosenthal, y la participación musical de Lang Lang.

## Lista de canciones
| N.º | Título                                       | Duración |  |
| 1.  | «De hoy en adelante»                         | 2:42     |  |
| 2.  | «Me mentiste»                                | 2:46     |  |
| 3.  | «Te estás enamorando de mí» (con Greeicy)    | 2:45     |  |
| 4.  | «Quédate» (con Alejandro Fernández)          | 3:15     |  |
| 5.  | «Una mujer como tú» (con Los Ángeles Azules) | 3:44     |  |
| 6.  | «Si no te hago falta»                        | 3:57     |  |
| 7.  | «Como siempre» (con Denise Rosenthal)        | 3:08     |  |
| 8.  | «Eres perfecta»                              | 2:45     |  |
| 9.  | «¿Para qué quieres volver?»                  | 3:07     |  |
| 10. | «Que no se le olvide» (con Nacho)            | 3:28     |  |
| 11. | «Me enamoré de ti» (con Lang Lang)           | 4:41     |  |

## Posicionamiento en listas
| Listas (2022)     | Mejor posición |
| ----------------- | -------------- |
| Argentina (CAPIF) | 3              |